# Aeroportul Mossel Bay
Aeroportul Mossel Bay (IATA: MZY, ICAO: FAMO) este un aeroport din Africa de Sud.
aeroportul dispune de o singură pistă.